# Spermophagus kiotensis
Spermophagus kiotensis is een keversoort uit de familie bladkevers (Chrysomelidae). De wetenschappelijke naam van de soort werd in 1918 gepubliceerd door Maurice Pic.